# Скотт, Шарлотта
Шарлотта Харланд Скотт (род. 13 ноября 1963, Блэкхит) — британская специалистка по экономическому и социальному развитию Замбии, которая занимала пост первой леди Замбии с октября 2014 года по январь 2015 года, пока её муж Гай Скотт был временным президентом. Ранее она занимала должность начальника отдела социальной политики и экономического анализа, планирования, мониторинга и оценки ЮНИСЕФ в Замбии с 2007 по 2012 год. В 2016 году во время всеобщих выборов Скотт претендовала на место от Лусака Сентрал в Национальной ассамблее.

## Ранняя жизнь и образование
Скотт, вторая из трёх дочерей, урождённая Шарлотта Харланд, родилась в семье Робина и Джанет Харланд в Блэкхите, Лондон, 13 ноября 1963 года. Она выросла в соседнем Гринвиче на юго-востоке Лондона. Её родители познакомились, когда были студентами Оксфордского университета. Она является членом англиканской церкви.
Скотт закончила начальную и среднюю школу в Лондоне, посещала Вестминстерскую школу в шестом классе. Получила степень бакалавра искусств в области психологии и исследований развития в Оксфордском университете в 1986 году. Затем получила степень магистра искусств в области развития сельских районов в Университете Рединга в 1987 году. Позже Скотт защитила докторскую диссертацию в Университете Бата в 2007 году.

## Личная жизнь
В 1989 году Скотт была нанята британской международной гуманитарной организацией, которая предложила ей работу в Замбии. Она прибыла в Замбию в июле 1989 года в возрасте 26 лет, и работодатель разместил её в северо-восточном городе Мпика, провинция Мучинга. К 1991 году она жила в деревне Читулика, доме отца будущего президента Майкла Саты. Скотт познакомилась со своим будущим мужем, Гаем Скоттом, во время подготовки к всеобщим выборам в Замбии 1991 года. Во время их встречи он работал над избирательной кампанией Майкла Саты по избирательному округу Мпика. В то время она и Сата были хорошо знакомы, поскольку Мпика был его родным городом, а её проект развития курировало государственное министерство, которое возглавлял Сата.
Шарлотта и Гай Скотт поженились в 1994 году, свадьба состоялась в Лусакском общественном центре, а приём — в их доме в State Lodge.

## Карьера
Скотт работала в области политики экономического развития, политики социального развития и НПО более двадцати лет. Она возглавляла команду, которая создала и запустила Программу социальной помощи Замбии, государственную программу социальной защиты и борьбы с бедностью. Это был ранний предшественник современных условных денежных трансфертов (также называемых социальными денежными трансфертами), которые обусловливают программы социального обеспечения в зависимости от действий получателей. В 2014 году, через два года после того, как Скотт покинула программу, её программа денежных переводов в Замбии была названа лучшей глобальной исследовательской программой ЮНИСЕФ.
Скотт занимала должность начальницы отдела социальной политики и экономического анализа, планирования, мониторинга и оценки в отделении ЮНИСЕФ в Замбии в течение пяти лет с 2007 по 2012 год. На этой должности она работала почти в каждом районе Замбии. Она ушла со своей должности в ЮНИСЕФ в 2011 году, когда её муж был назначен президентом Сата вице-президентом Замбии. Правила Организации Объединённых Наций требовали, чтобы сотрудники, чьи супруги занимали высокие политические посты, либо уходили со своей работы, либо занимали другую должность в Организации Объединённых Наций в другой стране. Она предпочла покинуть свой пост.
К 2013 году Скотт была назначена приглашённым научным сотрудником Института исследований развития (IDS) Университета Сассекса. Она публично высказывалась по целому ряду социальных проблем Замбии, включая права детей, гендерную дискриминацию, насилие в отношении женщин и доступ женщин к образованию.
Сата умер при исполнении служебных обязанностей 28 октября 2014 года. Вице-президент Гай Скотт сменил Сату на посту исполняющего обязанности президента Замбии до тех пор, пока через 90 дней после смерти Саты не были проведены дополнительные выборы. События того времени сделали Шарлотту Скотт первой леди Замбии. Пара стала первым белым президентом страны и первой леди. Несмотря на свои новые должности, Скотты не переехали в Дом правительства, резиденцию президента страны. Гаю Скотту по закону было запрещено баллотироваться на оставшуюся часть оставшегося президентского срока Саты, поскольку Конституция Замбии запрещала становиться кандидатами в президенты людям, родители которых не родились в Замбии. Его родители иммигрировали в современную Замбию из Англии и Шотландии в Соединённом Королевстве. Шарлотта Скотт покинула пост первой леди 26 января 2015 года, и её сменила Эстер Лунгу.
В 2016 году Гай Скотт решил не добиваться переизбрания на своё место в парламенте от Лусака Сентрал на августовских всеобщих выборах. Шарлотта Скотт баллотировалась на место своего мужа и была одобрена Объединённой партией национального развития (UPND) в качестве официального кандидата от партии. Скотт и её главный оппонент, Маргарет Мванакатве из ПФ считались лидерами в Лусака Сентрал во время выборов из пяти кандидатов на место. 18 июля 2016 года Скотт и её сторонники подверглись нападению во время кампании на рынке в центре города в Лусаке. По сообщениям СМИ, нападавшие, которые использовали камни и отвёртки, чтобы выгнать Скотт и её сотрудников с рынка, были сторонниками конкурирующей партии, Патриотического фронта (ПФ). Скотт и её сотрудники остались целыми и невредимыми, но их Toyota Land Cruiser серьёзно пострадал во время нападения. Она сказала газете: «Наша команда не приняла ответных мер. Почему мы не можем вести мирную кампанию? Это совершенно неприемлемо!». Кандидат от ПФ Маргарет Мванакатве победила Скотт на всеобщих выборах 11 августа 2016 года. В соответствии с положениями конституции Шарлотта Скотт подала прошение о признании выборов незаконными. 24 ноября 2016 года Высокий суд Замбии отменил избрание Мванакатве на основании насилия, коррупции, нецелевого использования государственных ресурсов, дискриминации/расизма и действий полиции Замбии, препятствовавших проведению доктором Скотт свободной кампании. Впоследствии Конституционный суд постановил, что Мванакатве сохраняет за собой место в ожидании апелляции, но не назначил дату рассмотрения этой апелляции.